# 韓俊 (明朝)
韓俊（1462年—？），字克章，廣東瓊州府文昌縣人，民籍，明朝政治人物。

## 生平
成化二十二年（1486年）丙午科廣東鄉試第七十二名舉人。弘治九年（1496年）中式丙辰科會試第一百七十名，二甲第八十四名進士。授历官刑部四川司主事、山东司员外、礼部祠祭、刑部郎中，正德十年（1515年）閏四月升河南按察使司副使。

## 家族
曾祖韓朝林；祖父韓昌蘭；父韓玘，母陳氏。具庆下。兄韩俭（贡士）。